# The Velveteen Rabbit (Album)
The Velveteen Rabbit ist eine Zusammenarbeit des US-amerikanischen Pianisten George Winston und der US-amerikanischen Schauspielerin Meryl Streep. Winston begleitete am Klavier die Lesung von Streep aus dem gleichnamigen Kinderbuch von Margery Williams von 1922. Musik und Lesung wurden 1985 auch für eine von Rabbit Ears Productions und Random House Video produzierte Videokassette mit Illustrationen von David Jorgensen verwendet.

## Veröffentlichung und Charterfolg
Das Album erreichte im April 1985 Platz 180 der Billboard 200 und hielt sich 4 Wochen. Es war 1986 in der Kategorie Best Recording for Children für den Grammy nominiert.
Das Album wurde 1988 im Format Compact Disc und 2003 als 20th Anniversary Edition im selben Format neu aufgelegt.

## Rezeption
Heather Phares von der Musikdatenbank Allmusic vergibt in ihrer Rezension die maximale Punktzahl. Sie meint, dass The Velveteen Rabbit sowohl als feines Kinderalbum als auch als eine umsichtige Sammlung von Klaviersoli außerordentlich sei.

## Titelliste
1. The Velveteen Rabbit (Piano Solo) (George Winston) 1:00
2. Christmas (Pete Townshend/George Winston) 1:47
3. The Toys (George Winston) 1:35
4. The Skin Horse (George Winston) 2:52
5. Nana (George Winston) 0:30
6. Lullaby (Johannes Brahms/Simon Gallup/Roger O’Donnell/Robert Smith/Porl Thompson/Laurence Tolhurst/Boris Williams/George Winston) 2:54
7. Spring (George Winston)  2:27
8. Summer (War/George Winston) 1:19
9. The Rabbit Dance (George Winston)  3:04
10. Alone (Piano Solo) (George Winston) 1:01
11. Shabbiness Doesn’t Matter (George Winston) 1:35
12. Anxious Moments (George Winston) 2:20
13. The Fairy (George Winston) 3:38
14. Flying (George Harrison/John Lennon/Paul McCartney/Ringo Starr/ George Winston) 2:29
15. Returning (George Winston) 1:18
16. The Velveteen Rabbit(Piano Solo) (George Winston) 2:39